# Sof'ja Stepanovna Apraksina
Sof'ja Stepanovna Apraksina, in russo София Степановна Апраксина?, coniugata Ščerbatova (in russo Щербатова?) (1798 – 3 febbraio 1885), è stata una nobildonna russa.

## Biografia
Sof'ja era la figlia di Stepan Stepanovič Apraksin (1757-1827), e di sua moglie, Ekaterina Vladimirovna Golicyna (1770-1854).  Visse nel lusso e a contatto con artisti e letterati, come Aleksandr Sergeevič Puškin, Vasilij L'vovič Puškin e Pëtr Andreevič Vjazemskij, e amanti dell'arte.
Era appassionata di pittura, in particolare di ritratti paesaggistici.

## Matrimonio
Nel 1817 sposò un vedovo, il principe Aleksej Grigor'evič Ščerbatov, che era più vecchio di lei di ventidue anni. Ebbero sei figli:
- Ekaterina Alekseevna (1818-1869), sposò Illarion Illarionovič Vasil'čikov, ebbero tre figli;
- Grigorij Alekseevič (1819-1881);
- Ol'ga Alekseevna (1823-1879), sposò il principe Sergej Fëdorovič Golicyn;
- Boris Alekseevič (28 maggio 1824-6 giugno 1826);
- Vladimir Alekseevič (1826-1888), sposò Marija Afanasevna Stolypina;
- Aleksandr Alekseevič (1829-1902), sposò Marija Pavlovna Muchanova.

## Morte
Morì il 3 febbraio 1885 e fu sepolta accanto a suo marito nel Monastero Donskoj.